# 춘천시·철원군·화천군·양구군 갑
춘천시·철원군·화천군·양구군 갑은 대한민국의 국회의원 선거구이다. 강원특별자치도 춘천시의 일부를 관할한다. 현직 국회의원은 더불어민주당의 허영이다.

## 역사
제21대 국회의원 선거를 앞두고 춘천시 선거구가 인구 증가로 인해 분구가 논의되었다. 이 과정에서 지역 대표성과 인구 비례를 모두 고려한다는 관점에서 춘천시의 일부를 분리해 도내 타 시·군과 선거구를 구성하는 것으로 여야 교섭단체 합의가 이루어졌다. 이에 따라 춘천시 신북읍, 동면, 서면, 사북면, 북산면, 신사우동은 철원군, 화천군, 양구군과 합쳐져 춘천시·철원군·화천군·양구군 을 선거구가 되고, 춘천시의 남은 지역이 춘천시·철원군·화천군·양구군 갑 선거구를 구성하는 것으로 결정되면서 신설되었다.

## 관할 구역
| 대수  | 관할 구역 |
| ----- | --- |
| 21대~ | 춘천시 동산면, 신동면, 남면, 동내면, 남산면, 교동, 조운동, 약사명동, 근화동, 소양동, 후평1동, 후평2동, 후평3동, 효자1동, 효자2동, 효자3동, 석사동, 퇴계동, 강남동 |

## 역대 국회의원
| 선거   | 정당 | 정당         | 의원 |
| ------ | ---- | ------------ | ---- |
| 2020년 |      | 더불어민주당 | 허영 |
| 2024년 |      | 더불어민주당 | 허영 |

## 역대 선거 결과

### 대한민국 제21대 국회의원 선거
|  | 51.32% |

|  | 43.93% |

|  | 4.09% |

|  | 0.64% |

### 대한민국 제22대 국회의원 선거
|  | 53.44% |

|  | 44.52% |

|  | 1.06% |

|  | 0.97% |